# Санкт-Якоб-им-Розенталь
Санкт-Якоб-им-Розенталь (нем. Sankt Jakob im Rosental) — ярмарочная коммуна (Marktgemeinde) в Австрии, в федеральной земле Каринтия.
Входит в состав округа Филлах.  Население составляет 4422 человека (на 31 декабря 2005 года). Занимает площадь 78,77 км². Официальный код — 2 07 22.

## Политическая ситуация
Бургомистр коммуны — Йохан Обильчниг (СДПА) по результатам выборов 2003 года.
Совет представителей коммуны (нем. Gemeinderat) состоит из 23 мест.
- СДПА занимает 16 мест.
- АПС занимает 3 места.
- Партия EL[нем.] занимает 2 места.
- АНП занимает 2 места.